# Microsoft Train Simulator
Microsoft Train Simulator（マイクロソフト トレイン シミュレータ、略称：MSTS）は、イギリスのKuju Entertainmentが開発し、マイクロソフトから発売された鉄道運転シミュレーションゲーム。英語版は2001年6月、日本語版は2001年8月24日に発売された。
日本の音楽館が開発・発売する『Train Simulator』とは無関係である。

## 概要
日本、アメリカ合衆国、ヨーロッパの実在する鉄道路線を収録しており、各路線の代表的な車両を運転することができる。車両と風景は3DCGにより描画され、運転席からだけでなく外部視点・車内の乗客の視点からも列車を眺めることができ、車両の連結・切り離しも行える。また、速度超過や車止めもしくは他の列車への衝突による脱線もシミュレートされている。
各路線での列車の運転は、「運行アクティビティ」と呼ばれるシナリオに沿って運転するモードと、自由に列車を運転できる自由走行モードが搭載されている。

### 収録路線
日本
- 小田急電鉄小田原線・箱根登山電車（新宿駅 - 箱根湯本駅）
- JR九州肥薩線（八代駅 - 吉松駅）

アメリカ合衆国
- アムトラック北東回廊（ワシントンD.C. - フィラデルフィア）
- バーリントン・ノーザン・サンタフェ鉄道マリアス峠（モンタナ州シェルビー - ホワイトフィッシュ）

イギリス
- ミッドランド鉄道セトル-カーライル線（英語版）（セトル - カーライル） - 1920年代

オーストリア
- アールベルク・オリエント急行（インスブルック - ザンクト・アントン） - 1930年代

### 収録車両
- 小田急2000形
- 小田急7000形（LSE）
- アセラ・エクスプレス
- キハ31形気動車
- アセラ HHP-8
- ダッシュ9 (Dash 9-44CW)
- GP38-2
- LNER A3形 - 4472号機「フライング・スコッツマン」
- ゴールズドルフ380

以下の車両は対向列車（AIトラフィック）としてのみ登場。
- 小田急30000形（EXE）
- キハ140形気動車
- E-60-CP
- ジェネシスP40 AMD103
- SD40-2
- LMS ロイヤル・スコット級 - 6100号機「ロイヤル・スコット」
- GWR 4073形 - 4079号機「ペンデニス・キャッスル」
- ゴールズドルフ310

製品のアップデートと併せて、英語版公式サイトに無料アドオンとして運転可能な車両が2種類追加された。
- SD40-2
- イギリス国鉄50形（英語版）

また、非公式ながらAIトラフィックに用いられている車両データを使用する試みも行われている。

## アドオンの追加・制作
Microsoft Train Simulatorには路線エディタ、運行アクティビティエディタ、運転室エディタ、および路線地形作成ツールが同封されており、スキルがあれば自身で路線や車両を作成、追加することも可能である。また、Flight Simulatorと同様にgmax（別途SDKが必要）を用いて車両のモデリングを行うことも出来る。有料のアドオンパッケージ製品の購入、または有志が開発・配布している無料のアドオンデータの導入により、運転可能な車種・運行路線を追加して楽しむこともできる。

### 日本国内で発売されたアドオンソフト
- Microsoft Train Simulator リアルアドオンシリーズ（トワイライトエクスプレス）
  - 1 JR中央線 東京-高尾
  - 2 JR信越本線 碓氷峠
  - 3 JR北海道 スーパー特急
  - 4 JR東日本 東京-横浜
  - 5 JR山陰本線 キハ181系
  - 6 ICEヨーロッパ超特急
  - 7 スイス山岳鉄道
- マイクロソフト トレインシミュレータ アドオンシリーズ（エアロシム）
  - 1 国鉄485･583系特急
  - 2 国鉄型電気機関車

## Microsoft Train Simulator 2
2009年に次作『Microsoft Train Simulator 2』を発売予定としていたが、発売元をエレクトロニック・アーツに変更し、2007年にRail Simulatorと名称を変更して発売された。